# سوزاک
سوزاک (به انگلیسی: Gonorrhea) یکی از بیماری‌های آمیزشی شایع است که از طریق آمیزش جنسی منتقل می‌شود. عامل آن نیسریا گونورآ یا گنوکوک یک دیپلوکوک گرم‌منفی می‌باشد. علایم معمول در مذکران شامل سوزش ادرار و خروج ترشحات چرکی و عفونتی از آلت تناسلی وی است که به آن آبسَردَن هم می‌گویند. اما در زنان (و حتی مردان) معمولاً بی‌علامت است یا ممکن است خود را به صورت ترشحات واژنی یا دردهای لگنی نشان دهد یا به صورت خونریزی در بین قاعدگی باشد. علایم آن می‌تواند در مقعد نیز دیده شود. برای پیشگیری از بروز عوارض و جلوگیری از گسترش بیماری درمان آنتی‌بیوتیکی ضروری است و در صورت عدم درمان می‌تواند به مفاصل یا دریچه‌های قلب سرایت کند.

## علایم

### مردان

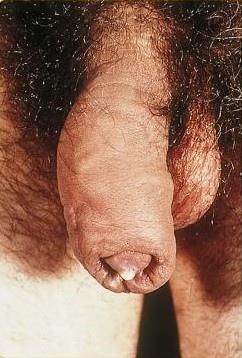
ترشحات چرکی از آلت.

علایم مردان معمولاً ناشی از التهاب پیشابراه است.
- سوزش ادرار
- ترشحات چرکی از آلت و همچنین تب نیز از علائم شایع است.

### زنان

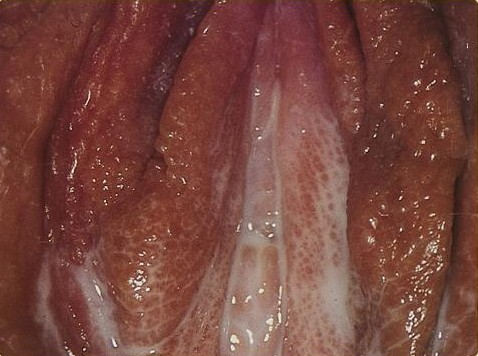
ترشحات واژنی در سوزاک

بیش از نیمی از زنان آلوده بدون علامت هستند و موارد علامت‌دار معمولاً ناشی از التهاب واژن و آندوسرویکس، به صورت‌های زیر بروز می‌کند:
- ترشحات واژنی
- دردهای لگنی

### نوزادان
نوزادان مادران مبتلا به سوزاک، اگر درمان نشوند، در ۲۸ درصد موارد ممکن است به التهاب چشمی نوزادان مبتلا شوند.

## علت سوزاک

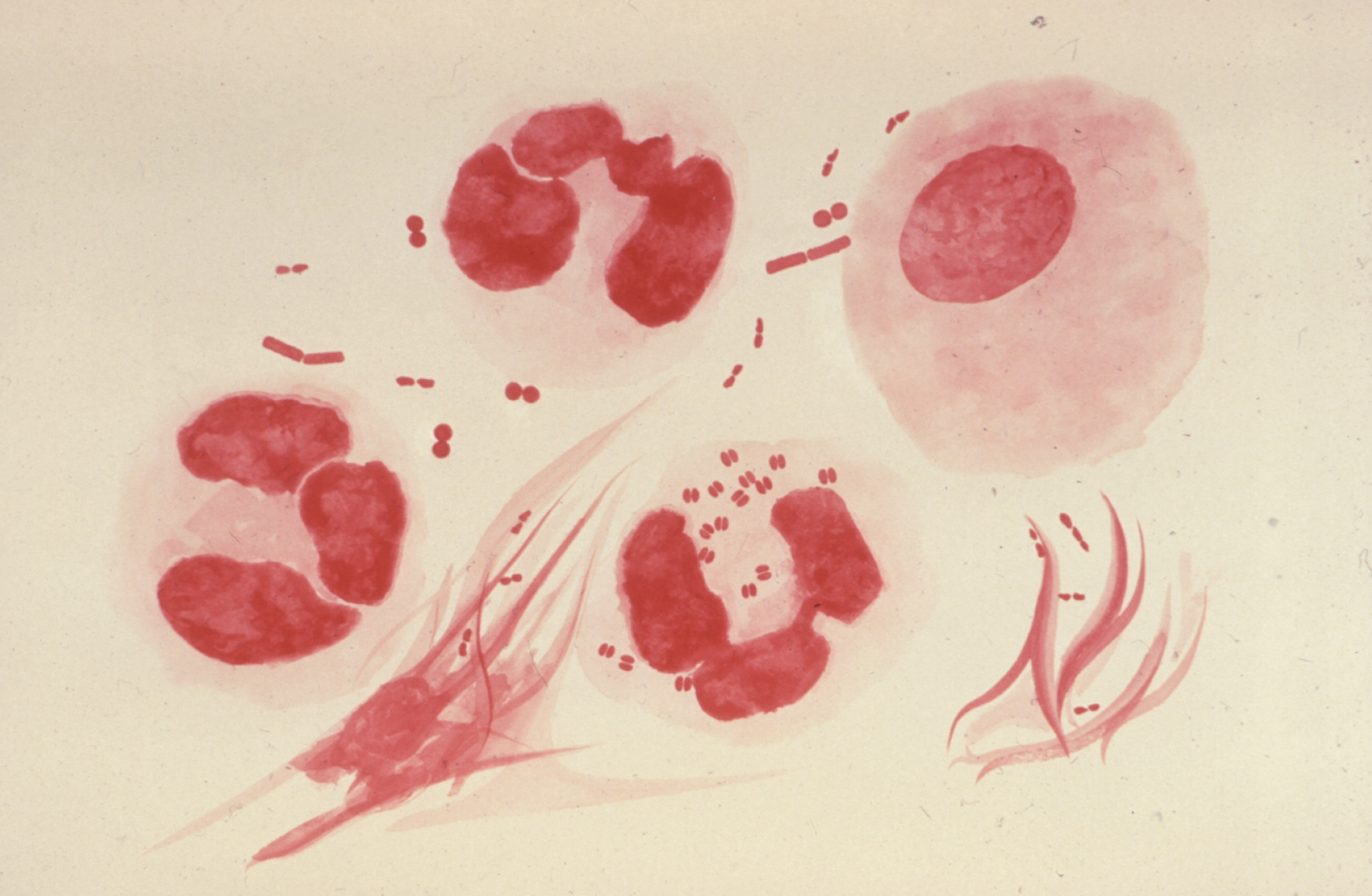
این تصویر ترشحی از مجرای ادرار (میزراه) را نشان می‌دهد که حاوی باکتری *نایسریا گنوره‌آ* (Neisseria gonorrhoeae) از بیماری مبتلا به *اورِتریت گنوره‌ای* (التهاب مجرای ادرار ناشی از گنوره‌آ) است.
در این تصویر، از روش رنگ‌آمیزی گرم (Gram stain) استفاده شده است و در آن، باکتری‌های تیپیک (ویژه) گنوره‌آ به‌صورت *دیپلوسوکوک‌های گرم منفی داخل سلولی* (یعنی باکتری‌هایی به شکل جفت و منفی در رنگ‌آمیزی گرم که درون سلول‌های ایمنی دیده می‌شوند) مشاهده می‌شوند. همچنین، باکتری‌هایی با اشکال متنوع (پلی‌مورف) و گرم منفی خارج سلولی نیز دیده می‌شوند.
وجود این باکتری‌ها در رنگ‌آمیزی گرم، نشانه‌ای قطعی برای تشخیص *اورِتریت گنوره‌ای* است.

باکتری نایسریا گونوره‌آ سوزاک را ایجاد می‌کند. ابتلای قبلی منجر به ایجاد ایمنی در برابر این بیماری نمی‌شود (به این معنی که اگر کسی قبلاً به سوزاک دچار شده باشد، اگر دوباره در ارتباط با یک فرد مبتلا قرار بگیرد ممکن است دوباره بیمار شود). یک فرد مبتلا ممکن است بدون اینکه نشانه ای از ابتلا در بدن خود داشته باشد، چندین نفر دیگر را مبتلا کند.

### شیوع و انتقال بیماری
این عفونت معمولاً از شخصی به شخص دیگر از طریق رابطه جنسی واژینال (رابطه جنسی از طریق واژن زن)، مقعدی یا دهانی منتقل می‌شود. مردان ۲۰ درصد در معرض خطر ابتلا به عفونت سوزاک در اثر یک رابطه جنسی واژینال با یک زن آلوده هستند. این خطر برای مردانی که با مردان دیگر رابطه جنسی دارند (مردان همجنسگرا)، بیشتر است. در رابطه جنسی بین دو مرد، ممکن است که فاعل مبتلا به عفونت آلت تناسلی شود درحالی که ممکن است مفعول مبتلا به عفونت مقعد و راست روده شود. زنان در اثر رابطه جنسی واژینال با یک مرد آلوده، بین ۶۰ تا ۸۰ درصد، خطر ابتلا به این بیماری را دارند.
مادر ممکن است که در هنگام زایمان، سوزاک را به نوزاد خود منتقل کند. اگر سوزاک چشم نوزاد را آلوده کند، به آن ورم ملتحمه نوزان گفته می‌شود. این بیماری ممکن است از طریق ارتباط با اشیای آلوده به ترشحات فرد بیمار، انتقال پیدا کند. این باکتری مدت زیادی در خارج از بدن زنده نمی‌ماند - معمولاً بین چند دقیقه تا چند ساعت خارج از بدن می‌میرد.

## تشخیص

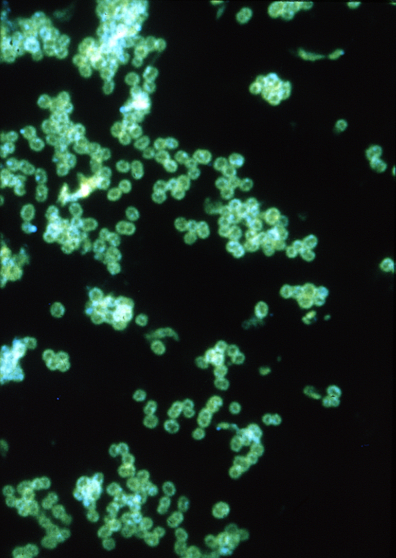
گونوکوک

تشخیص بیماری از طریق آزمایش میکروسکوپی گسترش ترشحات دستگاه تناسلی رنگ آمیزی شده با روش گرم یا کشت این ترشحات در محیطهای اختصاصی کشت صورت می‌گیرد.

## سیر طبیعی
در مردان ۷–۲ روز پس از تماس جنسی با فرد آلوده ترشحات چرکی از مجرای ادرار خارج شده و میزان دفع ادرار نیز افزایش و همچنین در هنگام ادرار مقدار کمی خون از مجاری ادرار خارج شده و مقدار باقی‌مانده در مجاری به صورت خون لخته شده از مجاری ادرار خارج می‌گردد. درصد کمی از مردان بدون نشانه بالینی هستند.

## عوارض

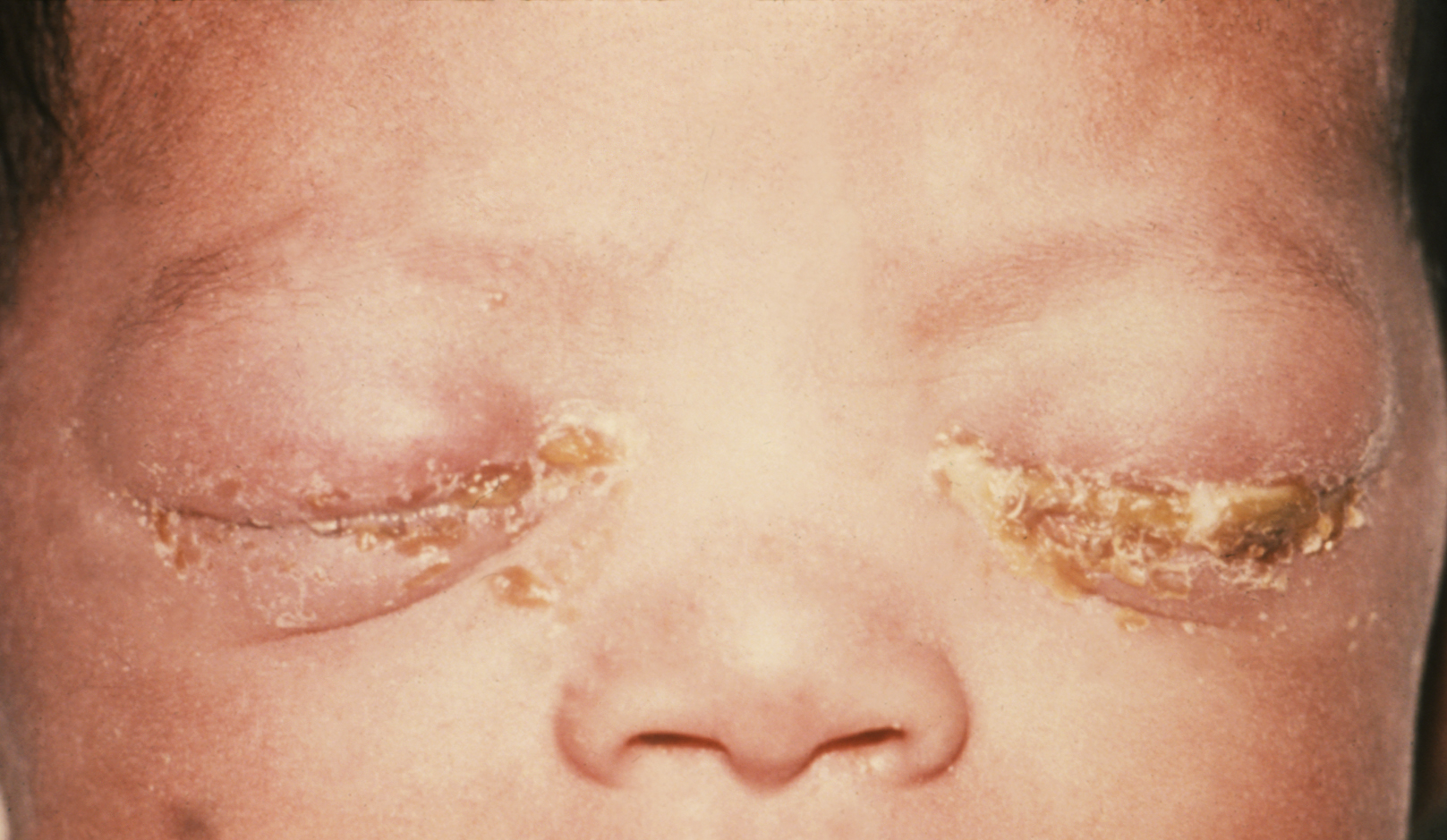
در صورت عدم درمان در ۲۸ درصد موارد نوزادان حاصل از مادران مبتلا دچار التهاب چشمی ناشی از گنوکوک می‌شوند.

یکی از عوارض بیماری گسترش بیماری به همهٔ بافت‌های بدن است که ممکن است به پتشی یا التهاب مفاصل یا اندوکاردیت منجر شود. شیوع این حالت بین ۰٫۶ تا ۳ درصد در زنان و ۰٫۴ تا ۰٫۷ درصد در مردان است.
در بیست درصد از موارد، عفونت در مراحل عادت ماهانه به رَحِم رسیده و باعث التهاب رحم، لوله‌های زهدان و برخی نواحی لگن می‌شود که گاهی چنین حالتی منجر به نازایی یا حاملگی خارج از رحم می‌شود.
در مطالعه انجام شده در ایالات متحده بین بیماران مبتلای بین سنین ۱۴ تا ۳۹ سال حدود ۴۶درصد این بیماران دچار عفونت کلامیدیایی هم‌زمان بودند.
دختران در سنین قبل از بلوغ ممکن است در اثر تماس جنسی مستقیم با ترشحات بالغین آلوده، دچار التهاب گنوکوکی مهبل و رحم شوند. نوزادان و ندرتاً بالغین ممکن است مبتلا به عفونت گنوگوکی ملتحمه چشم شوند که اگر به سرعت و به مقدار کافی درمان نشوند ممکن است منجر به نابینایی گردد. در صورتی‌که آلودگی به صورت سیستمیک در بدن پخش شود منجر به درگیری مفاصل و پوست و گاهی به ندرت قلب و پرده‌های مغزی می‌شود. در صورتی‌که درمان آلودگی و التهاب مفصلی به تأخیر افتد منجر به ضایعات دائمی مفصلی می‌شود.
التهاب‌های غیرگنوکوکی مجاری ادراری - تناسلی و التهاب چرکی مخاطی رحم که ممکن است با عوامل دیگر غیر از گنوکوک ایجاد شده باشند، در اغلب موارد با عفونت گنوکوکی همراه بوده و تشخیص بالینی سوزاک را دچار اشکال می‌کند.
- مبدأ: انسان تنها مبدأ شناخته شده این عامل عفونی است.
- دورهٔ واگیری: این زمان نزد موارد درمان نشده بیماری ممکن است برای ماه‌ها ادامه داشته باشد. چند ساعت بعد از شروع درمان مؤثر، واگیری خاتمه می‌یابد.

## پیشگیری
مبتنی بر رابطه جنسی سالم می‌باشد. جهت جلوگیری از ابتلا در اشخاصی که مشکوک به آلودگی به این بیماری می‌باشند حتماً بایستی از کاندوم استفاده شود. اقدامات دیگری که خاص پیشگیری از ابتلا به سوزاک است مثل پیشگیری داروئی در چشم نوزادان و توجه به تماس‌های بیماران مبتلا به سایر بیماری‌های عفونی نیز اجرا می‌گردد. ترشحات بیمار و اشیایی که به آن‌ها آلوده شده‌اند بایستی گندزدایی شود.
باید به این نکته توجه نمود که در صورت بروز این بیماری در شخص باید به سرعت گزارش داده شود زیرا با این کار از نشر آن جلوگیری به عمل می‌آید. مسلماً در این گزارش هویت فرد محفوظ باقی خواهد ماند

## درمان
سوزاک بدون درمان ممکن است تا هفته‌ها یا ماه‌ها طول بکشد که می‌تواند ریسک عوارض را هم بالا ببرد. درمان قدیمی سوزاک استفاده از آنتی‌بیوتیک‌هایی مثل پنی‌سیلین و تتراسایکلین بوده‌است. در حال حاضر موارد مقاوم به داروهای قدیمی افزایش یافته‌است و معمولاً از آنتی‌بیوتیک‌های جدیدتر مثل سفتریاکسون استفاده می‌شود.
در صورتی‌که بیماری شدید و گسترده نباشد و فرد حامله نباشد می‌توان از یک دوز آمپول سفتریاکسون به صورت عضلانی و بعد از آن کپسول داکسی‌سایکلین ۱۰۰ میلی‌گرم هر ۱۲ ساعت تا یک هفته استفاده کرد. در صورت حاملگی استفاده از اریترومایسین ۴۰۰ میلی‌گرم هر ۶ ساعت می‌تواند به عنوان جایگزین استفاده شود. موارد مقاوم به سفتریاکسون نیز گزارش شده که بسیار نادر است.

درمان قدیمی و کلاسیک در صورت عدم حساسیت به پنی‌سیلین شامل تزریق عضلانی پنی‌سیلین پروکایین و ادامه درمان با کپسول تتراسایکلین ۲۵۰ میلی‌گرم هر ۶ ساعت تا یک هفته می‌باشد. دلیل تجویز داکسی‌سایکلین و تتراسایکلین وجود عفونت کلامیدیایی هم‌زمان است که در اکثر موارد وجود دارد.